# Nefrotoxicidad
La nefrotoxicidad es la toxicidad ejercida sobre los riñones, órganos cuya integridad funcional es esencial para el mantenimiento de la homeostasis corporal de los seres humanos. Esto es debido a su papel primordial en funciones tan esenciales como la excreción de los desechos metabólicos, la regulación del volumen de líquido extracelular, la composición de electrolitos y el equilibrio ácido-base. Además, los riñones sintetizan hormonas, tales como renina y eritropoyetina, y metabolizan la vitamina D3.
Los riñones son, con frecuencia, órganos diana de muchos agentes tóxicos que provocan perturbaciones en su comportamiento fisiológico, que en ocasiones pueden ocasionar lesiones graves. Sin embargo estos órganos disponen de diversos mecanismos de desintoxicación y tienen reserva funcional y capacidad de regeneración considerables.

## Causas de la sensibilidad del riñón a los agentes tóxicos
Por sus características, los riñones entran en contacto con una gran cantidad de fármacos y sustancias químicas que circulan por la sangre. Los procesos que intervienen en la concentración de la orina sirven también para concentrar los tóxicos, que llegan finalmente al líquido tubular, pues favorecen a su penetración por difusión pasiva a través de las células tubulares. Por lo tanto, puede ocurrir que un agente químico cuya concentración no llega a ser tóxica en el plasma alcance concentraciones tóxicas en los riñones. Finalmente el transporte, el depósito y el metabolismo de los xenobióticos contribuyen notablemente a la predisposición del riñón para sufrir lesiones tóxicas.

## Agentes nefrotóxicos específicos
Recibe el nombre de agente nefrotóxico toda estructura química que situada en el sistema renal, es capaz de producir perturbaciones y desequilibrios en sus aspectos morfológicos y fisiológicos que conducen a lesión del órgano.
Existen muchos fármacos, sustancias químicas ambientales y metales que pueden causar nefrotoxicidad y lesiones de localización específica, pudiendo causar insuficiencia renal aguda (IRA) u otros tipos de patología, con consecuencias muy variables, que van desde la recuperación completa hasta la aparición de lesiones renales permanentes que pueden obligar a tratamientos de diálisis o de trasplante renal.
- Fármacos[1]
  - Analgésicos y antiinflamatorios no esteroideos. Son ejemplos representativos la aspirina y la indometacina, que se asocian a tres tipos de procesos nefrotóxicos:
    - Fallo renal agudo, producido a las pocas horas de la ingesta de grandes dosis.
    - Nefropatía analgésica, crónica e irreversible.
    - Nefritis intersticial, en la que la función renal se recupera en un plazo de 1 a 3 meses.

  - Antibióticos, como las cefalosporinas y tetraciclinas. En general los antimicrobianos producen toxicidad renal por varios mecanismos, como el descenso del flujo sanguíneo renal, nefritis intersticial, necrosis tubular, Síndrome de Fanconi, glomerulonefritis por hipersensibilidad, etc.
  - Antineoplásicos, como el cisplatino. Durante algunos años se utilizó como agente antineoplásico para el tratamiento de tumores cancerígenos, de útero y de testículos, pero sus aplicaciones clínicas se vieron limitadas por su nefrotoxicidad.
  - Contrastes radiológicos, como o iodo hipuramato, utilizado para visualizar imágenes de los tejidos, en determinados estudios radiológicos.
  - Inmunosupresores, como a ciclosporina A, que permite llevar a cabo el trasplante de órganos con cierto éxito, a pesar de su nefropatoxicidad y otros efectos secundarios.
- Compuestos medioambientales[1]

1. Hidrocarburos halogenados usados como herbicidas
2. Metales pesados (destacan mercurio, fundamentalmente la forma orgánica, y cadmio)[5]
3. Micotoxinas
4. Disolventes orgánicos (como la gasolina y el tricloroetileno).

## Valoración de la nefrotoxicidad
Los estudos de validación de la nefrotoxicidad que se efectúan en animales de experimentación consisten la valoración fisiopatológica de los riñones después del tratamiento y son cruciales para identificar el sitio de lesión nefrotóxica, así como la natureza y gravedad de la misma. Estos estudios, que deben incluir el análisis de orina, la serología clínica, el estudio histopatológico, permitirán conocer los efectos funcionales y morfológicos que produjo la sustancia química sobre los riñones.

## Mecanismos de nefrotoxicidad[6][7]

### De acuerdo con el tipo de mecanismo
La nefrona puede verse afectada por el efecto tóxico de un xenobiótico que actúa por diferentes mecanismos ya sea directa o indirectamente, pudiendo producir la modificación de su funcionamiento, de alguna de sus funciones sin poner en peligro su supervivencia o acabar con su muerte.

#### Mecanismos de acción directa.
En ellos existe una relación directa conforme a la interacción entre la especie tóxica y su diana renal. Generalmente, se producirá por un conjunto de reacciones que llevará a la muerte celular. Entre estos mecanismos encontramos:
1. Estrés oxidativo: Producido a partir de especies reactivas de oxígeno (ROS) que afectan tanto a los fosfolípidos de la bicapa lipídica de las membranas celulares como al material genético al que se unen de forma covalente. Esto conllevará, respectivamente,  a la formación de lipoperóxidos y la rotura de las cadenas de ADN alterando su fisiología normal.[8]
2. Alteración en la homeostasis del calcio: El incremento de la concentración de calcio a nivel intracitoplasmático, estimula tanto a las fosfolipasas mitocondriales[9] como plasmáticas produciendo una serie de alteraciones fisiopatológicas. Afectará a nivel de la bicapa lipídica traduciéndose en un aumento del número de ácidos grasos libres, un agravamiento de su actividad enzimática, la desnaturalización de la membrana  y la inactivación de la bomba de calcio presente en el retículo (Ca2+/ATPasa). También se verán afectadas las cardiolipinas, esenciales para la actividad enzimática de la ATP sintetasa,[10] la translocasa de nucleótidos de adenina[11] y la citocromo oxidasa,[12] degradadas tras la inducción de la fosfolipasa A2. Por último, como consecuencia de la afectación de la caspasa 3 aparece apoptosis tubular renal. Este es un efecto propio también del cisplatino.[13]
3. Alteración en la regulación de la transducción de señales: Se produce mediante la afectación del proceso fosforilativo de determinadas proteínas, mediado por factores de transcripción tras recibir la señal por los receptores superficiales y transmitida entre las proteínas a partir de una cascada de MAPKS (fosforilaciones sucesivas). Como agentes tóxicos encontramos el cisplatino[13] y el cadmio.[14]
4. Daño en estructuras y orgánulos celulares: Se producen daños en el citoesqueleto y en la polaridad celular, daño en las mitocondrias que fijan la muerte celular mediante apoptosis o necrosis, según la cantidad de ATP presente, daño en los lisosomas y daño en el ADN desencadenando nuevos procesos neoplásicos.

#### Mecanismos de acción indirecta.
A diferencia que en los anteriores no existe una relación directa conforme a la interacción entre la especie tóxica y su diana renal. Entre estos mecanismos encontramos:
1. Obstrucción intratubular: Bloqueo del flujo de orina en el tracto urinario y acumulación de ésta en la zona anterior al punto de bloqueo. Prevenible mediante una buena hidratación, la conservación del pH alcalino de la orina y una correcta diuresis, es además de carácter reversible. Son los compuestos prácticamente insolubles en pH ácido, los que desencadenan esta patología al absorberse  y precipitar formando cálculos que bloquean los conductos.[15] Lo más frecuente es que se encuentren a nivel del túbulo distal. Como ejemplo de agente tóxico que pueda actuar obstaculizando el tracto urinario de este modo está el metotrexato, utilizado como antineoplásico.[16]
2. Lesión por hipersensibilidad: Producida por distintos mecanismos, la dan lugar compuestos que van a actuar como agentes tóxicos tales como los AINES, agentes de contraste, sulfamidas o antibióticos β-lactámicos. Fundamentalmente, se producirá por la unión del anticuerpo al hapteno (anticuerpo incompleto nefrogénico) o por la unión del antígeno al anticuerpo soluble en circulación, ambos formando complejos que se depositan en el mesangio o en el intersticio renal produciendo una respuesta de carácter inmunitario por activación de linfocitos T.[17] Esto causa la disfunción de la selectividad en la filtración por lesión glomerular derivado en hematuria y proteinuria.
3. Alteración en la regulación del flujo sanguíneo renal: Se va a producir por el aumento de sustancias vasoconstrictoras desde el endotelio ( PAF o factor activador de plaquetas, angiotensina II, endotelina) o de forma posterior a la isquemia renal y por reducción de sustancias vasodilatadoras (NO). De gran relevancia es la toxicidad a nivel renal producida por ciclosporina,[18] gentamicina[19] y cisplatino[20] relacionada al incremento del factor PAF. También la gentamicina[21] está interrelacionada con la disminución de la tasa de filtración glomerular y la angiotensina II.

### De acuerdo con la localización anatómica
Se encuentran alteraciones en las diferentes partes de la nefrona inclusive el glomérulo, túbulo proximal, asa de Henle, tubo colector y médula. Su etiología es de carácter complejo.
1. Lesión glomerular: El glomérulo es el primer lugar de contacto con el tóxico por afectación a nivel estructural alterando el filtrado selectivo y la tasa de filtración glomerular (TFG). Como agentes tóxicos que desempeñan la alteración del glomérulo encontramos la puromicina y la doxorrubicina produciendo una reducción de la filtración selectiva o la anfotericina B, la gentamicina y la ciclosporina que participan en la modificación de la TFG.[22] Además de por la acción de estos fármacos, también se puede ver desencadenada por factores endógenos extrarrenales, como es el caso de los complejos inmunes en circulación que pueden desencadenar la liberación de agentes lesivos como citoquinas y ROS, metales pesados, hidrocarburos... También la glomerulonefritis (inflamación del glomérulo) puede afectar a la filtración por respuesta inmunológica a una infección y reacciones de tipo antígeno-anticuerpo, hapteno-anticuerpo. Entre estas últimas, sabemos que participan de ellos los hidrocarburos volátiles, disolventes y HgCl2.[23]
2. Lesión del asa de Henle / túbulo distal / túbulo colector: Se trata de un proceso mucho menos frecuente que la lesión del túbulo proximal, no obstante, se caracteriza por alteraciones funcionales y una disminución de la concentración y acidificación de la orina. Dentro de los agentes tóxicos que actúan a este nivel encontramos el cisplatino, el metoxiflurano y la anfotericina B, los cuales actúan a nivel de la rama ascendente del asa y/o del conductor colector, produciendo un defecto de concentración, aunque lo realizan por mecanismos diferentes. La consecuencia es la poliuria ADH-resistente. En el caso de la anfotericina B, se produce la aparición de poros que interrumpen la permeabilidad de la membrana, transformando el epitelio fino en uno permeable al agua e iones, dificultando su reabsorción.[24] Por otro lado, con el cisplatino, el mecanismo de actuación no está claro, aun así se sabe que cursa con una reducción de solutos.[25] Por último, el metoxiflurano está relacionado con el impedimento de reabsorber NaCl, como consecuencia de la presencia de fluoruros que no se metabolizan, y agua.[26]
3. Lesión de la médula renal: En situaciones de falta de oxígeno o disminución del gasto cardíaco se ve afectada debido a la mala perfusión en esta región. Se conoce que la ciclosporina,[27] los contrastes radiológicos y los antibióticos poliénicos[28] producen un efecto tóxico directo  en la rama ascendente del asa de Henle. Además, la furosemida actúa bloqueando la reabsorción de sodio a nivel de la médula renal o por isquemia, reduciendo la toxicidad directa y la demanda metabólica respectivamente.[29] Por otro lado, la médula también se ve afectada por un consumo inadecuado de analgésicos de forma crónica, el cual afecta primeramente a las células del intersticio medular, seguidamente a los capilares, luego al asa de Henle y finalmente a los túbulos colectores.[30] A pesar de conocer la secuencia de afectación, el mecanismo no se conoce de forma exacta aunque sí que se relaciona con el gradiente intrarrenal de actividad de la prostaglandina H sintasa. Dicha actividad es mayor en la médula, por lo que la enzima es capaz de metabolizar la fenacetina lo que puede provocar lesiones a dicho nivel. Además de esto, las altas concentraciones de tóxico y la reducción de prostaglandinas vasodilatadoras provocan una disminución del flujo renal pudiendo incluso desencadenar una situación isquémica.

## Toxicidad en el túbulo proximal

#### Funcionamiento del túbulo proximal.
El túbulo contorneado proximal tiene un papel fundamental en la homeostasis del organismo desempeñando un papel activo en la reabsorción de agua, electrolitos y diversos compuestos orgánicos.
El filtrado glomerular es recolectado en la cápsula de Bowman y pasa directamente al túbulo proximal, donde se reabsorbe entre el 40 y el 60% del filtrado. Entre otras de las sustancias que se reabsorben se encuentran el potasio (65%,) la urea  (50%), el agua (% variable) y el fosfato y citrato  (80%). Hay que destacar la glucosa, que emplea un transporte activo en su reabsorción.
La mayor parte del amonio que se excreta en la orina es secretado en el túbulo contorneado proximal (TCP). Se secretan aquí diversas sustancias de desecho no filtradas en el glomérulo. Por ejemplo, la creatinina (producto de degradación de la creatina y otras bases nitrogenadas) que sirve para evaluar la función renal, y otros muchos xenobióticos que van a provocar los efectos tóxicos.

#### Mecanismos de toxicidad.
El túbulo proximal es el sitio en el que se producen con más frecuencia las lesiones renales, siendo generalmente reversibles. Esto se debe fundamentalmente a que la porosidad de su epitelio permite la entrada de muchos xenobióticos.
Los xenobióticos pueden actuar dando lesión directa en las células del epitelio tubular, a nivel mitocondrial, del retículo endoplasmático, desestructurando la membrana plasmática o dando necrosis tubular. Como consecuencia se modificarán el transporte de iones, la capacidad de acidificación y/o la concentración renal.
Existen factores que pueden predisponer a sufrir una lesión y acentuar la toxicidad de los xenobióticos tales como la hipovolemia y la insuficiencia renal, los cuales ocasionarán una disminución la tasa de filtración glomerular, produciendo un aumento de la concentración del tóxico. También puede verse agravado en los casos de disfunción hepática, ya sea por cambios en el metabolismo que aumenten la concentración del metabolito tóxico, o una reducción de este que dificulte la correcta eliminación. También hay que tener en cuenta la concentración de proteínas plasmáticas en aquellos casos en los que el xenobiótico se una a ellas.
También puede aparecer una obstrucción intratubular (menos frecuente). Los agentes causantes son sustancias con escasa solubilidad en orina ácida, administrados a dosis altas, ocasionando su precipitación. Algunos de los fármacos reseñables para dar toxicidad por esta vía serían el metotrexato, aciclovir, indinavir, dextranos de bajo peso molecular, AINES y sulfametoxazol.

#### Fármacos
Foscarnet: Es un fármaco inhibidor de la síntesis y replicación de DNA, se utiliza para tratar infecciones por algunos virus. Eleva la hormona paratiroidea, y produce hipocalemia e hipofosfatemia. Se han descrito efectos nefrotóxicos hasta en un 66 % de pacientes en los que ha sido empleado. Su mecanismo de acción no está claro, actúa principalmente a nivel del TCP. Se ha comprobado que manteniendo al paciente con un grado de hidratación elevado, estos efectos tóxicos disminuyen.
Cefalosporinas: Son antibióticos del grupo de los beta lactámicos, ampliamente utilizadas. Se van a excretar por transporte activo a través del túbulo proximal, pudiendo dar problemas de insuficiencia renal, sobre todo en el caso de cefaloridina y cefalotina. Estos efectos tóxicos suelen revertir con la retirada del tratamiento. A nivel medular estos fármacos pueden producir también nefritis intersticial aguda.
Metales pesados: Los efectos tóxicos se producen por distintos mecanismos. Los metales entran a las células del túbulo proximal por endocitosis. Una vez dentro, el metal es liberado por la degradación lisosomal. Bajas dosis de ciertos metales provocan la salida de glucosa y aminoácidos (acidosis tubular renal) asociado con un incremento en la diuresis. Si los daños son graves, generalmente se produce la necrosis tubular renal que puede llevar a fallos renales graves, con elevación de urea en sangre y, finalmente, la muerte. Muchos metales inducen la producción de metalotioneínas, las cuales secuestran metales y hacen que disminuya la concentración en el filtrado y con ello la toxicidad, actuando como un mecanismo de defensa. Sin embargo, en el caso del Cd puede ser perjudicial, debido a que el complejo Cd-MT, cuando en el riñón se producen bajadas en el pH, se descompone, liberando de forma brusca todo el Cd que había retenido en esta forma, aumentando mucho la toxicidad.
Anfotericina B: Antibiótico poliénico empleado en el tratamiento de las micosis sistémicas. Perteneciente al grupo de los polienos y aislado de una cepa de actinomiceto, el Estreptomices nodoso. Su acción toxicológica se debe a su afinidad por los esteroles de membrana, siendo aún mayor sobre el ergosterol de los hongos, generando cambios en la permeabilidad de membrana, esto provoca la salida de iones sodio, potasio e hidrogeniones. Por tanto, la nefrotoxicidad es ocasionada por la alteración de la permeabilidad de la membrana plasmática y por la disminución de la TFG debida a la vasoconstricción renal.
Presenta efectos tóxicos tubulares manifestados como acidosis tubular renal, hipocalemia, hipomagnesemia y alteraciones en la concentración de la orina.
Aminoglucósidos: Familia de antibióticos empleados por su actividad bactericida contra microorganismos gram negativos. Debido a su carga policatiónica y gran tamaño, atraviesan con dificultad las membranas biológicas que carecen de mecanismos de transporte. Uno de los tejidos que presenta mecanismos de transporte para los aminoglucósidos es el túbulo proximal renal, en el cual se alcanzarán concentraciones más altas que en plasma. Se excretan inalterados en orina, pero pueden sufrir una reabsorción a nivel del túbulo proximal. Se unen a fosfolípidos de membrana con carga negativa y, mediante pinocitosis, se internalizan, concentrándose en los lisosomas. El empleo está limitado por la nefrotoxicidad.
AINEs: La toxicidad se produce fundamentalmente por la inhibición de la síntesis de las prostaglandinas vasodilatadoras, que provoca una disminución del flujo sanguíneo renal. Además, provoca la concentración de los tóxicos, disminuye el aporte de oxígeno que es fundamental para mantener el transporte activo en la secreción y reabsorción, a nivel de la nefrona en general, y del túbulo proximal en particular. También pueden provocar nefritis intersticial aguda.
Síndrome de Fanconi: Es una enfermedad que afecta al túbulo proximal, en la que una alteración de la estructura de la membrana, va a provocar que se aumente en gran medida la cantidad de glucosa, bicarbonato, fosfatos y aminoácidos que se excretan en orina. Es una enfermedad de origen genético, pero algunos tóxicos como los salicilatos, los aminoglucósidos y las tetraciclinas son capaces de desencadenarlo.

#### Diagnóstico.
A la hora de determinar los daños producidos por estos tóxicos, se miden los niveles de lactatodeshidrogenasa (LDH) y glutatión transferasa (GST), que aparecen en pequeñas lesiones, o bien, la alaninaaminopeptidasa (AAP), la fosfatasa alcalina (ALP) y la gamma-glutamiltransferasa (GGT).